# Megaceras briansaltini
Megaceras briansaltini được đặt theo tên của Brian Saltin, là một loài kiến vương. Chỉ có một mẫu được tìm thấy nên chưa rõ đặc điểm tự nhiên của nó.